# Ponson-Dessus
Ponson-Dessus è un comune francese di 254 abitanti situato nel dipartimento dei Pirenei Atlantici nella regione della Nuova Aquitania.

## Società

### Evoluzione demografica
Abitanti censiti